# مؤسسة دبي للمستقبل
مؤسسة دبي للمستقبل هي أول مؤسسة وقف بحثي في المنطقة العربية تم تأسيسها في أبريل 2016 بهدف تعزيز مكانة دولة الإمارات ومدينة دبي كمركز عالمي لاستشراف وصناعة المستقبل. وتشرف المؤسسة على تنفيذ أجندة دبي المستقبل والتي تندرج تحتها مجموعة واسعة من المبادرات الهادفة لتعزيز قدرات الأفراد وبناء الثقافة في مجال استشراف المستقبل إضافة إلى زيادة جاهزية المؤسسات للمتغيرات المستقبلية وأخيراً بناء قطاعات مستقبلية ذات تأثير إيجابي على الاقتصاد الوطني. تم إطلاق “مؤسسة دبي للمستقبل” بهدف أداء دور محوري في استشراف المستقبل بإمارة دبي تماشياً مع إطلاق أجندة دبي المستقبل لتكون خارطة طريق تسترشد بها المؤسسة في استشراف مستقبل القطاعات الاستراتيجية على المدى متوسط وطويل الأجل، وذلك بالتعاون مع العديد من الجهات والمؤسسات في القطاعين العام والخاص.

## متحف المستقبل

متحف المستقبل

أطلق الشيخ محمد بن راشد آل مكتوم «متحف المستقبل» بهدف استكشاف مستقبل العلوم والتكنولوجيا والابتكار وآثارها على البشرية. افتتح متحف المستقبل أبوابه للمرة الأولى أمام الجمهور في معرض أقيم على هامش القمة العالمية للحكومات عام 2016. ويركز متحف المستقبل على قطاع الروبوتات والذكاء الاصطناعي باعتباره واحداً من أهم القطاعات الحيوية التي سيكون لها تأثير مباشر ومحوري في الجوانب الاجتماعية والاقتصادية للمجتمعات بما في ذلك الصحة والتعليم وكافة الجوانب الأخرى المهمة في حياة الناس. ويمثل متحف المستقبل نافذة لحكومات العالم على مستقبل الإنسان، تمكنها من التعرف على التحديات وبناء التصورات حول سبل استباقها ومواجهتها.
في 22 فبراير 2022 تم افتتاح متحف المستقبل رسمياً أمام الجمهور العام، ويعد المتحف معجزة هندسية على مساحة 30 ألف متر مربع وبارتفاع 77 متراً ويتألف من سبعة طوابق ويتميز بعدم وجود أعمدة داخله، ما يجعل من تصميمه الهندسي علامةً فارقةً في مجال الهندسة العمرانية.

## مرصد المستقبل
في عام 2016، أطلقت مؤسسة دبي لمتحف المستقبل منصة “مرصد المستقبل” وهي مبادرة تهدف إلى تغطية آخر ما توصل له قطاع التكنولوجيا والعلوم بشكل يومي من خلال الدراسات والمقالات البحثية والرسوم البيانية والمواد المرئية التفاعلية باللغة العربية. وتهدف المنصة إلى تشجيع المهتمين والشباب على الخوض في المجالات العلمية، وتعزيزاً للإنتاج العلمي باللغة العربية ورفد مسيرة الابتكار والبحث العلمي في الوطن العربي. وأطلق المرصد صفحة خاصة لاستقبال الابتكارات من المنطقة العربية، وذلك لإشراك الجمهور من المبتكرين العرب في صناعة جزء من محتوى المرصد مما يشكل منظومة متكاملة لإنتاج المحتوى المعرفي المتميز.

## مختبرات دبي للمستقبل
مختبرات تطبيقية متخصصة في البحث والتطوير في مجالات الروبوتات والذكاء الاصطناعي والتقنيات المستقبلية. تتعاون مختبرات دبي للمستقبل مع شركاء من القطاعين الحكومي والخاص لتحديد التحديات التكنولوجية في القطاعات الاقتصادية الرئيسية، ومن ثمّ تأمين أفضل الحلول والخدمات والأنظمة ذات الجدوى الاقتصادية لتلك التحديات. ويعمل فريق مختبرات دبي للمستقبل من الباحثين والعلماء والمهندسين على تطوير تقنيات مستقبلية عدة، بدءاً من تطبيقات القيادة ذاتية التحكم في القطاع اللوجستي، وصولاً إلى الطائرات بدون طيار المستخدمة في عمليات التوصيل ونقل البضائع.

## منتدى دبي للمستقبل
فعالية سنوية من تنظيم مؤسسة دبي للمستقبل، تهدف إلى استشراف وتخيل وتصميم المستقبل كمنظومة متكاملة تشترك فيها جميع التخصصات والقطاعات، حيث انعقدت الدورة الأولى من الفعالية في أكتوبر عام 2022 في مبنى متحف المستقبل. ويشكل المنتدى منصة عالمية لخبراء المستقبل والمفكرين العالميين من مختلف القطاعات لتبادل الخبرات والآراء والأفكار والعمل معاً من أجل بناء مجتمع مستدام واستشراف التحديات والفرص العالمية المستقبلية. وقد بلغ عدد المشاركين في المنتدى في العام 2024 أمثر من 2500 خبير ومتخصص من حوالي 100 دولة، ونحو 100 مؤسسة دولية متخصصة في مجال تصميم المستقبل.

## مركز دبي لاستخدامات الذكاء الاصطناعي
أطلق  الشيخ حمدان بن محمد بن راشد آل مكتوم،عام 2023 مركز دبي لاستخدامات الذكاء الاصطناعي" في "منطقة 2071" بأبراج الإمارات في دبي، بهدف دعم الجهات الحكومية بإمارة دبي في توظيف تكنولوجيا المستقبل بشكل عملي وفعّال استعداداً للتحولات الجذرية القادمة في مختلف القطاعات الحيوية.

## مجلس أمناء مؤسسة دبي للمستقبل
أصدر الشيخ محمد بن راشد آل مكتوم نائب رئيس الدولة رئيس مجلس الوزراء بصفته حاكماً لإمارة دبي المرسوم رقم 31 لسنة 2018 بتشكيل مجلس أمناء مؤسسة دبي للمستقبل برئاسة الشيخ حمدان بن محمد بن راشد آل مكتوم ولي عهد دبي رئيس المجلس التنفيذي. ويضم المجلس في عضويته كلاًّ من:
- محمد عبدالله القرقاوي وزير شؤون مجلس الوزراء نائب رئيس مجلس الأمناء العضو المنتدب لمؤسسة دبي للمستقبل
- عمر بن سلطان العلماء وزير دولة للذكاء الاصطناعي والاقتصاد الرقمي وتطبيقات العمل عن بعد
- عبد الله بن طوق المري عضو مجلس الوزراء وزير الاقتصاد
- الدكتور أحمد بالهول الفلاسي وزير دولة لريادة الأعمال والمشاريع الصغيرة والمتوسطة
- حصة بنت عيسى بوحميد وزيرة تنمية المجتمع
- مريم بنت محمد المهيري وزيرة دولة للأمن الغذائي والمائي
- سارة بنت يوسف الأميري وزيرة دولة للتكنولوجيا المتقدمة
- عهود بنت خلفان الرومي وزيرة دولة للتطوير الحكومي والمستقبل
- عبد الله البسطي  الأمين العام للمجلس التنفيذي لإمارة دبي
- حميد القطامي رئيس مجلس الإدارة والمدير العام لهيئة الصحة بدبي
- الفريق عبد الله خليفه المري القائد العام لـشرطة دبي
- مطر محمد الطاير المدير العام ورئيس مجلس المديرين لهيئة الطرق والمواصلات
- سعيد محمد الطاير العضو المنتدب الرئيس التنفيذي لـهيئة كهرباء ومياه دبي
- الدكتور عبد الله الكرم رئيس مجلس المديرين ومدير عام هيئة المعرفة والتنمية البشرية
- عادل أحمد الرضا النائب التنفيذي لرئيس طيران الإمارات والرئيس التنفيذي للعمليات
- المهندس داود الهاجري المدير العام لـبلدية دبي
- سعيد العطر الضنحاني رئيس المكتب الإعلامي في حكومة دولة الإمارات
- أحمد عبد الكريم جلفار مدير عام هيئة تنمية المجتمع في دبي

## جوائز دبي لاستشراف المستقبل
أطلقت مؤسسة دبي للمستقبل جوائز دبي لاستشراف المستقبل في ختام أعمال منتدى دبي للمستقبل 2024  وتهدف هذه الجوائز للاحتفاء بالمبتكرين ومصممي المستقبل وتسليط الضوء على إنجازاتهم النوعية في ثلاث مجالات رئيسية هي:
- جائزة "الريادة في استشراف المستقبل"
- جائزة "استشراف المستقبل للمجتمعات"
- جائزة "استشراف المستقبل للبيئة"

## جوائز وتكريمات
- حصدت "مسرعات دبي للمستقبل" إحدى مبادرات مؤسسة دبي للمستقبل، جائزة آي إف العالمية للتصميم لعام 2022، والتي تعتبر من أبرز الجوائز المرموقة في مجال التصاميم والمساحات الإبداعية.[16]
- حصل  نموذج «قوس النصر» البوابة التاريخية لمدينة تدمر الأثرية، الذي أعادت مؤسسة دبي للمستقبل إحياءه باستخدام تقنية الطباعة الثلاثية الأبعاد،على  جائزة المشاركة العامة البحثية التي ترعاها «نائب رئيس جامعة أكسفورد»، وهي إحدى  الجوائز المرموقة في العالم، التي تُكرم المشروعات المبتكرة لخدمة المجتمعات الإنسانية.[17]

## اتفاقيات استراتيجية
- وقّعت مؤسسة دبي للمستقبل وشركة آي بي إم (IBM) العالمية ضمن أعمال القمة العالمية للحكومات 2025 ، اتفاقية شراكة استراتيجية تهدف إلى تعزيز مكانة دبي ودولة الإمارات كمركز عالمي رائد في مجال الذكاء الاصطناعي.[18]
- وقعت مؤسسة دبي للمستقبل مع  دبي الرقمية  عام 2024 اتفاقية تعاون وشراكة استراتيجية انطلاقاً من الأهداف المشتركة للطرفين في العمل على بناء الكفاءات الوطنية، التي تستشرف المستقبل بمفاهيمه وتقنياته ومهاراته وأدواته.[19]